# Мренога
Мренога (мкд. Мренога) је насеље у Северној Македонији, у југозападном делу државе. Мренога припада општини Демир Хисар.

## Географија
Насеље Мренога је смештено у југозападном делу Северне Македоније. Од најближег већег града, Битоља, насеље је удаљено 50 km северозападно.
Мренога се налази у западном делу области Демир Хисар. Насеље је положено у горњем делу тока Црне реке, на источним висовима Плакенске планине. Надморска висина насеља је приближно 740 метара.
Клима у насељу је планинска због знатне надморске висине.

## Становништво
По попису становништва из 2002. године Мренога је имала 107 становника.
Претежно становништво у насељу су етнички Македонци (100%).
Већинска вероисповест у насељу је православље.